# Hellas Planitia
Hellas Planitia je název velké impaktní pánve na jižní polokouli planety Mars. Má v průměru přibližně 2200 až 2300 km a hloubka od okraje k jejímu dnu činí více než 9 km. Jedná se o jeden z největších známých impaktních kráterů ve Sluneční soustavě.

## Vznik pánve Hellas
Pánev Hellas je impaktního původu a vznikla zřejmě před 4,1 - 3,8 miliardami let.
Kromě toho, že její vznik výrazně ovlivnil vzhled jižní hemisféry Marsu, mohl souviset také s dalšími topografickými útvary – některé studie naznačují, že by mohlo jít o impakt jen jednoho (zhruba dvousetkilometrového) úlomku mnohem většího asteroidu, jehož další úlomky vytvořily ostatní velké impaktní pánve (Argyre, Isidis, Utopia).
Taková událost by mohla být i příčinou vzniku a dlouhodobé aktivity v oblasti Tharsis, která leží ve stejné impaktní dráze a kde byla exogenní událost již dříve navržena jako alternativa k standardně přijímané endogenní teorii původu.
Oproti tomu spekulace, zda Tharsis nevznikla jako důsledek seismického šoku při vzniku Hellas (oba útvary jsou přibližně antipodální), zatím nebyla nijak podložena.

## Hellas a globální magnetické pole
Na většině plochy jižních vysočin Marsu zjistila sonda Mars Global Surveyor silnou remanentní magnetizaci – na rozdíl od svého okolí samotná pánev ale magnetizována téměř není. Pokud planeta měla v minulosti vlastní vnitřně generované magnetické pole, v době vzniku Hellas již zřejmě nebylo funkční a původní magnetizace byla zničena během termálního šoku souvisejícího s impaktem.